# It's Hard to Be a Saint in the City
It's Hard to Be a Saint in the City è una canzone del cantautore statunitense Bruce Springsteen, pubblicata nel 1973 sul suo album di debutto, Greetings from Asbury Park, N.J..

## Storia
La canzone è una delle composizioni presentate da Springsteen ai suoi futuri manager Mike Appel e Jim Cretecos nel febbraio del 1972 insieme a If I Was the Piest, Cowboys of the Sea, Hollywood Kids, Arabian Nights, rimaste inedite, e a For You e The Angel poi incluse nel primo album. Fu proprio It's Hard to Be a Saint in the City a convincere Appel di trovarsi di fronte un potenziale cantante di successo e che lo indusse a dedicarsi alla promozione della sua carriera. La canzone fu poi tra quelle fatte ascoltare al talent scout della Columbia Records John Hammond e poi eseguite, insieme alla nuova Growin' Upe ad altre, il 3 maggio 1972 durante il provino per il presidente della casa discografica Clive Davis che valse a Springsteen il primo contratto discografico.
It's Hard to Be a Saint in the City fu registrata in studio alla fine del giugno 1972 in versione full band con Vini Lopez alla batteria, David Sancious al pianoforte e Garry Tallent al basso elettrico e inclusa come traccia finale del primo album di Spingsteen.
La versione acustica della canzone, parte dell'audizione del 3 maggio 1972 di Springsteen per la Columbia Records, fu pubblicata sulla raccolta di inediti Tracks nel 1998. Altre versioni del brano furono poi incluse in antologie e in dischi e film dal vivo del cantautore.

## La canzone
Come in altre tra le prime canzoni di Springsteen, l'ambientazione di It's Hard to Be a Saint in the City è quella urbana di New York, dove il protagonista, un ragazzo di provincia catapultato nella grande città, si aggira orgoglioso del suo aspetto tra i bassifondi e i vicoli cercando l'approvazione di chi incontra e cercando la fuga da una realtà opprimente.

## Cover
David Bowie registrò una versione di It's Hard to Be a Saint in the City nel 1974 durante le prime sessions di Young Americans, completata poi l'anno successivo durante la registrazione di Station to Station. Questa versione rimase per anni inedita fino al 1989 quando fu inclusa nel cofanetto antologico Sound + Vision.

## Discografia
- 1973 – Bruce Springsteen, Greetings from Asbury Park, N.J., LP, Columbia Records KC 31903
- 1986 – Bruce Springsteen and the E Street Band, Live/1975-85, LP (x5), Columbia Records C5X 40558, dal vivo, registrata durante il Darkness Tour nel 1978
- 1998 – Bruce Springsteen, Tracks, CD (quadruplo), Columbia Records COL 492605 2, demo acustico registrato il 3 maggio 1972 a beneficio della casa discografia
- 2006 – Bruce Springsteen and the E Street Band, Hammersmith Odeon London '75, CD (doppio), Columbia Records 82876 77995 2, dal vivo, registrata all'Hammersmith Odeon di Londra nell'autunno del 1975